# 七十三军抗战阵亡将士墓
七十三军抗战阵亡将士墓位於長沙市嶽麓山腳下，始建於1946年，湖南省人民政府於2006年宣布其爲湖南省省級文物保護單位。
在抗日戰爭長沙會戰期間，国民革命军第七十三军第5師，15師，77師以及193師眾多官兵在長沙奮戰殉國，公葬于此。1946年春，末任军长韩俊下令建公墓于岳麓山。

## 规制
公墓占地约2000平方米，由忠义观、墓碑、墓庐等组成。墓碑高10余米，方柱形，方尖顶，为花岗石砌筑，有方形二级基座。墓碑正面朝东，刻楷书“陆军第七十三军抗战阵亡将士墓”，其余三面分别刻蒋中正等所书“精神不死”、“凛冽万古”、“浩气长存”等，基座四面刻程潜等题字。忠义观在纪念碑后，供奉将士骨灰，拱形石门，上嵌阴刻“忠义观”汉白玉石碑，对联刻“忠昭大麓；义塞苍冥”。